# HANDA CUP シニアマスターズ
HANDA CUP シニアマスターズ(HANDA CUP SENIOR MASTERS)は、2010年11月に日本の埼玉県比企郡滑川町のおおむらさきゴルフ倶楽部で開催された男子シニアプロゴルファーが参加するシニアプロゴルフツアートーナメント。2010年PGAシニアツアー最終戦かつ、2011年ヨーロピアンシニアツアー第2戦として、初の日本プロゴルフ協会と欧州PGAツアーの共催大会として開催された。
大会前日の11月24日には、プロアマ大会が開催され、本戦に参加したプロゴルファーのほか、各国からブラインドゴルフファーやアマチュア選手が参加し、29組の団体戦で競技を行った。プロアマ大会の主催は国際スポーツ振興協会。

## 優勝選手
シニア6年目の倉本昌弘が優勝した。倉本は最終日に首位と2打差の2位からスタートしたが、9バーディー、2ボギーの7アンダー65で回り、通算17アンダー「271」で逆転優勝した。2位は、室田淳、東聡、フランキー・ミノザで、4打差であった。倉本は本大会優勝により2010年の初のシニアツアー賞金王を獲得した。

## リスト
| 2010年11月24日-28日 | 倉本昌弘    | 日本        | 271(-17)    |
| 2011年11月11日-13日 | 開催なし(*) | 開催なし(*) | 開催なし(*) |

- 国際スポーツ振興協会主催により、2011年にも開催予定であったが、東日本大震災の影響により中止となった[3][4]。

## テレビ放映
- Sky Sports 2010年12月8日18:30-19:30、同年12月9日14:00-15:00、12月9日18:30-19:30
- シニアゴルフの星 煌く『2010 HANDA CUP シニアマスターズ』（東京MXテレビ 2011年1月9日）